# .sb
.sb — национальный домен верхнего уровня для Соломоновых Островов.